# Wyoming megye (Pennsylvania)
Wyoming megye az Amerikai Egyesült Államokban, azon belül Pennsylvania államban található. Megyeszékhelye és legnagyobb városa Tunkhannock. Lakosainak száma 26 069 fő (2020. április 1.). Wyoming megye Susquehanna, Lackawanna, Luzerne, Sullivan és Bradford megyékkel határos.

## Népesség
A megye népességének változása:
| Lakosok száma | 28 257 | 28 164 | 28 193 | 28 003 | 27 800 | 26 069 |
|               | 2010   | 2011   | 2012   | 2013   | 2015   | 2020   |